# Секундант

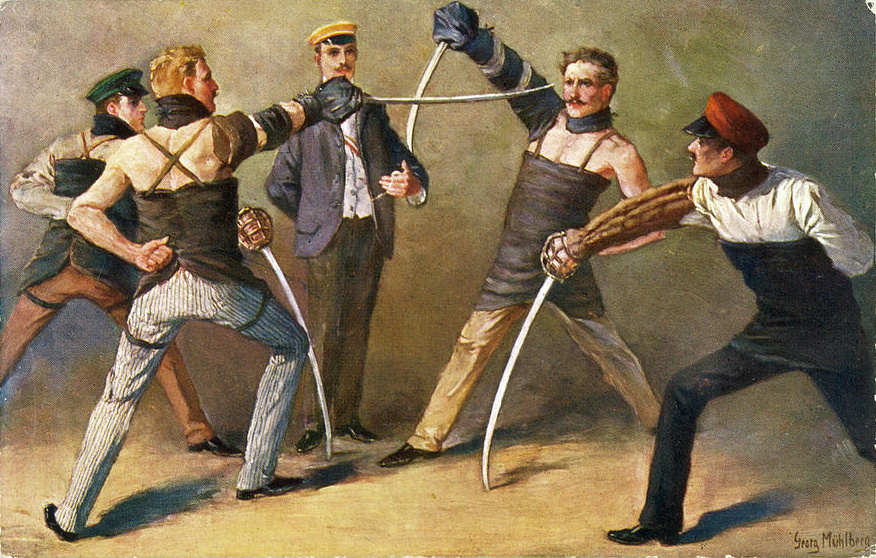
Дуель на шаблях між німецькими студентами близько 1900 року, картина Георг Мюльберг. Секунданти в кашкетах стоять обабіч дуелянтів

Секунда́нт (лат. secundans — той, що супроводжує) — 1) свідок і посередник, який супроводжує кожного з учасників дуелі; 2) асистент і посередник кожного з учасників спортивних змагань (єдиноборства, шахи, фехтування тощо).